# 天一广场

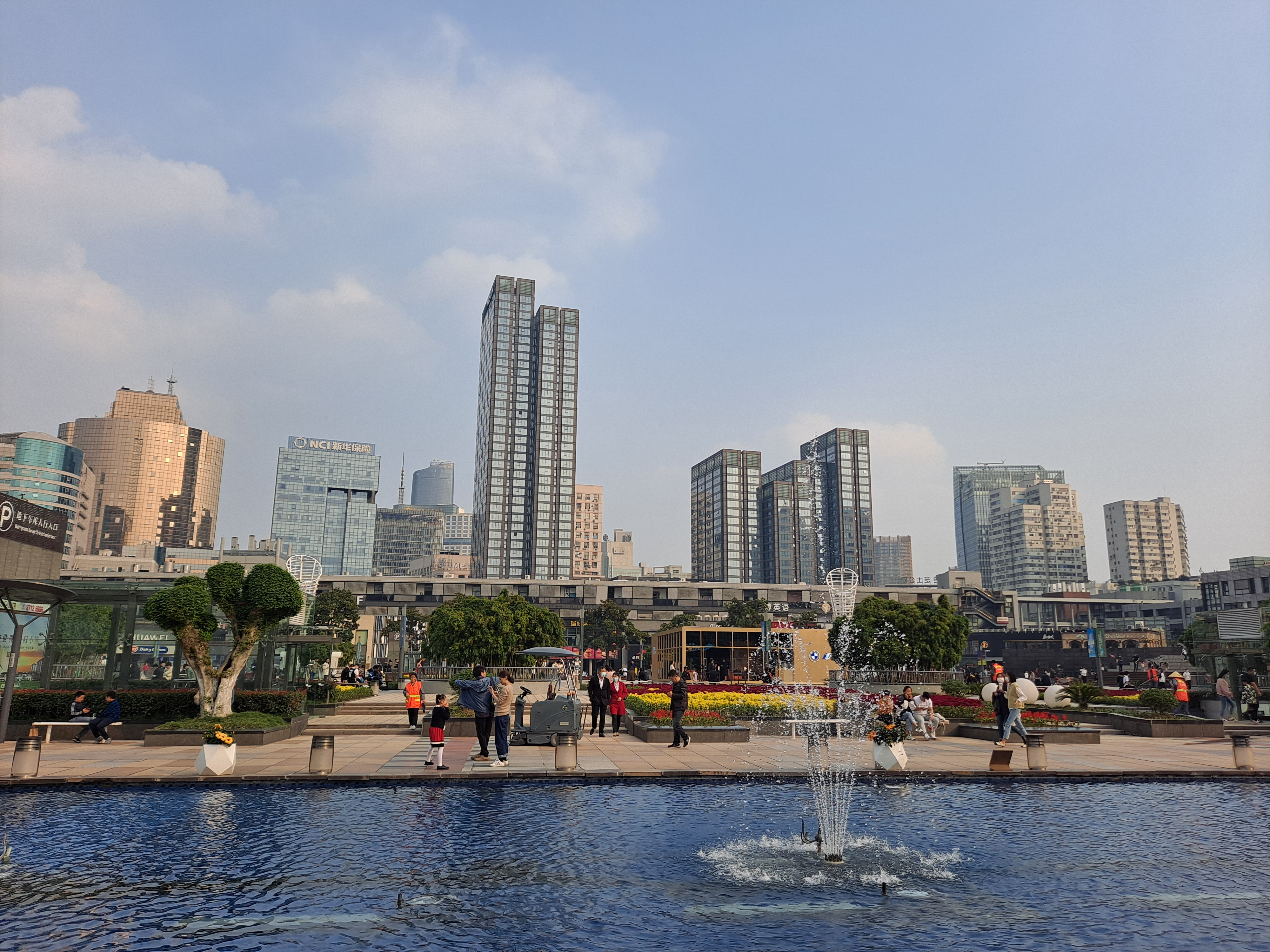
天一广场

天一广场是浙江省宁波市一处商业广场，位于宁波市海曙区三江口附近的中山東路、开明街、药行街、日新街所围成的区域内。天一广场建成于2002年10月，当时为中国大陆规模最大的“一站式”购物广场，被称为宁波的“商业航母”。
天一广场占地22万平方米，由宁波城市广场开发经营有限公司管理，是宁波富达股份有限公司旗下的产业，以天一广场为核心形成天一商圈。

## 建筑
天一广场由美国马达思班设计师事务所和宁波市建筑设计研究院设计，由中心广场和周边建筑组成。中心广场面积达到3.5万平方米，设有6000平方米的观赏水域和中央音乐喷泉、大型水幕电影等设施。2004年4月，天一广场建筑获得中国建筑艺术奖。

## 商业
天一广场目前拥有10个商业区，300多家不同规模的商店，商品和服务涵盖服装、日用百货、数码产品、餐饮娱乐，建有各种世界著名品牌的门店，被称为宁波的“商业航母”2010年销售额超过宁波六区的八成。

## 交通
天一廣場北部有宁波轨道交通1号线东门口（天一广场）站。